# Dendrobates flavovittatus
Dendrobates flavovittatus là một loài ếch thuộc họ Dendrobatidae.
Đây là loài đặc hữu của Peru.